# Kampanella is Dead
Kampanella is Dead (auch Kampanella oder K.I.D.) ist eine Berliner Band um den Singer-Songwriter AG Schellheimer.

## Bandgeschichte
1986/1987 war AG Schellheimer der Gitarrist und Sänger der Punkband "Die Organisation". Sie spielten eigene Songs, hatten eine Sendung im Jugendradio DT64 und traten im Jugendtreff des Palastes der Republik auf.
1988 gründete AG Schellheimer gemeinsam mit Golo Hawlitzki (Maler und Grafiker) und Piet Haas (Schlagzeug und Keyboard, "Flake und Piet") das Künstlerkollektiv "Ohne Gnade - keine Band!", ein Kunst-Projekt, was Malerei, Theater, Videoinstallationen und musikalische Improvisationen miteinander verband. Die drei Gründungsmitglieder und viele spontane Gäste performten bis 1994 ausschließlich live, oft im Atelier 89, manchmal zu Ausstellungseröffnungen, meist konzeptlos, einmal mit gemalter Partitur in der Kunsthochschule Weißensee zur ersten Jury-freien Ausstellung.

### 1988–1990
Kampanella is Dead gründete sich in Erstbesetzung mit AG Schellheimer (Lead-Gesang, Gitarre, Keyboard), Sven Matuschek (Bass), Holger Grill (Schlagzeug) und Jacquelyn Reeves (Gesang)
Das Management der Band übernahm Andreas Welskop.
Die Band spielte fast ausschließlich eigene Songs von AG Schellheimer. Der Bandname entstand in Anlehnung an eine Romangestalt aus dem Buch König Maciuś der Erste von Janusz Korczak.
1989 veröffentlichte die Band das Tape Head Over Heels.
Ihr erstes öffentliches Konzert spielte Kampanella is Dead am 1. April 1989 in der Dresdner Konzert- und Kulturstätte SCHEUNE, gemeinsam mit den Bands Herbst in Peking und Tausend Tonnen Obst. Die Band wurde kurz darauf in Berlin-Köpenick als Amateurtanzformation der Oberstufe eingestuft und erhielt eine unbefristete Konzertberechtigung.
1990 unterzeichnete Kampanella is Dead einen Plattenvertrag beim Label AMIGA für drei Kampanella-Songs, die auf einem Sampler der sogenannten Kleeblattreihe gemeinsam mit Songs der Berliner Bands The Fate, Big Savod & The Deep Manko und B. Crown aufgenommen werden sollten. Da diese vier Bands nicht unter dem Namen Kleeblatt veröffentlichen wollten, wurde in einer gemeinsamen Aufnahmesession (Leitung AG Schellheimer) ein Song von Lou Reed unter dem Bandprojekt-Namen Svea and the Joy Adventure gecovert. Dieser Song gab dem Sampler und einer anschließenden Tour den Namen All Tomorrow’s Parties. Zeitzeugnis ist ein auf YouTube veröffentlichter Auftritt des Bandprojekts bei Elf99 im DDR Fernsehen.
Im selben Jahr kam es zu Veröffentlichung des Songs Long Time Running auf dem Sampler Grenzfälle beim Label ZONG (Deutsche Schallplatten GmbH Berlin).
Darüber hinaus bekam AG Schellheimer von ZONG den Auftrag Isolation von John Lennon zu covern. Der Song wurde auf dem Sampler Celebrating The Eggman - A Tribute To John Lennon unter dem Namen Kampanella is Abstract ft. Svea in der Besetzung: Svea (Gesang), Franziska Weiß (Viola), AG Schellheimer (Gesang, Gitarre), Piet Haas (Schlagzeug) und Mirko Förster (Bass) veröffentlicht.

### 1991–1992
1991 gab es eine neue Besetzung für Kampanella is Dead: AG Schellheimer (Lead-Gesang, Gitarre, Keyboard), Sven Matuschek (Bass), Frank Habetha (Bass), Pit Findig (Schlagzeug), Torsten Füchsel (Gitarre) und Iris Bocian (Gesang).
Die Band begann mit der Vorproduktion eines Albums bei ZONG. Es entstanden Aufnahmen im Studio von Gunther Krex (Tape: Krex-Takes), doch künstlerische Differenzen führten schließlich zur Auflösung des Vertrags. Stattdessen entstand später bei Canibal Records die EP First12inch (aufgenommen im Senatsrock-Studio unter der Leitung von Gert Bluhm). Im selben Jahr gehörte Kampanella is Dead zu den zwanzig besten Berliner Bands, die am Senatsrockwettbewerb teilnahmen.
1993 formierte sich Kampanella is Dead erneut, diesmal in einer deutlich rockorientierteren Variante. In dieser dritten Besetzung gehörten neben AG Schellheimer (Gesang, Gitarre, Keyboard) Bob King (Bass) und Mirko Weihmann "Stab"(Schlagzeug) zur Band.
Es entstand ein Tape in einer Aufnahmesession im Frannz-Club Berlin mit Beteiligung von Peter "Cäsar" Gläser (Lead-Gitarre, Gesang).
1994 trat Kampanella is Dead in einer neuen, vierten Besetzung auf: AG Schellheimer (Gitarre, Gesang, Keyboard), Bodo Goldbeck - vorher bei Ich-Funktion (Bass, Gesang), HATZ  - vorher bei Mad Affaire (Schlagzeug, Gesang) und als Gastmusikerin Franziska Weiß (Viola). Zum Markenzeichen dieser Besetzung gehörten Witz, Spaß auf der Bühne und dreistimmiger Gesang.
1995 zählte Kampanella is Dead erneut zu den zwanzig besten Berliner Bands im Rahmen des Wettbewerbs Metrobeat.
1997 scheiterten langwierige Vertragsverhandlungen mit K&P Music (Ariola/BMG) über die Veröffentlichung der Single It’s (Komposition und Text AG Schellheimer). Die Verzögerungen hatten auch Auswirkungen auf die geplante Veröffentlichung des Longplayers if..., dessen Erscheinen verschoben wurde..
Der Song It’s erschien später im Soundtrack des dänischen Filmes Kick 'N Rush (Zentropa Produktion 2003).
1998 erschien unter dem verkürzten Namen Kampanella die CD if... beim Label e-motion & music ltd. in London. Diese Produktion  aus Aufnahmen von Kampanella is Dead (1994-1996) entstand unter der Leitung von Gerhard Fuchs-Kitowski.
Im selben Jahr ging Kampanella in der Besetzung: AG Schellheimer (Gesang, Gitarre), Bodo Goldbeck (Bass, Gesang), Eric Schlotter (Schlagzeug) und Torsten „Peggy“ Füchsel (Lead-Gitarre) auf Promo-Tour zur CD mit dem Manager Uwe "Oskar" Reder (Wundermusic). Die Tourbesetzung war die letzte Bandbesetzung und existierte nur ein halbes Jahr. Seitdem ist AG Schellheimer das einzige Mitglied der Band Kampanella is Dead.

## Weitere Projekte

### 1995–1999
Im Jahr 1995 begann AG Schellheimer unabhängig von der Band mit einigen musikalischen/literarischen Solo-Projekten. 
Im selben Jahr beteiligten sich Bodo Goldbeck (Schauspiel) und AG Schellheimer (Schauspiel und Musik) an einer Theaterproduktion des Studiotheaters Christburger Straße mit dem Titel Erdbeeren… schmecken nur dann, wenn sie warm sind, einer Collage aus Texten (u. a. Patrick Süskind und Heiner Müller) und Musik unter der Regie von Ben Bremer.
In weiterer Zusammenarbeit mit dem Regisseur Ben Bremer komponierte AG Schellheimer die Musik für die Theateraufführungen Dark Night (1998) Weiberkomödie (2002) und Arlecchino - einer Ballettaufführung (2006).
1998 entstand mit Jesus – A Pop Life eine Bühnen-Performance mit vielen unterschiedlichen Gästen im Miles-Club Berlin. AG Schellheimer inszenierte dabei das Leben Jesu in einem Singspiel mit einer Bibel-Lesung von Bettina Aderhold. Gäste der Uraufführung waren Manfred Hauke (Bass, Percussion), Sibylle Strauß (Gesang), Andreas Derball (Gesang), Julia Dimitroff (Cello), Dörte Krell (Gesang), Jakob Julius Aderhold (Violine), Peggi Füchsel (Gitarre) und die Vokaliesen (Gesang). In späteren Aufführungen spielten neben AG Schellheimer und Bettina Aderhold Peter Liebisch (Cello) und Martin Kleemann (Multiinstrumentalist).

### ab 2000
Kampanella is Dad!
AG Schellheimer komponierte einige Kinderlieder und die Liederzyklen Ü / Ü2, sowie Wicked Sun / A Night at Fronk’s Bar und das Konzeptalbum Mainstream.

### 2008–2010
Kampanella: is white
Im Jahr 2008 initiierten AG Schellheimer und Bettina Aderhold das Projekt Kampanella: is white – eine Neuinterpretation des legendären White Album der Beatles, exakt 40 Jahre nach dessen Erscheinen. Gemeinsam mit befreundeten Musikern entstand eine eigenwillige Version des Albums als LoFi-Village-Folk-Punk–Produktion, das CD Mastering übernahm Hugo Möller. Die Live-Tour dieses Projektes schaffte es u.a. bis auf die Bühne des Admiralspalastes in Berlin. Gäste waren Martin Kleemann (Mandoline, Gitarre, Dudelsack und unteschiedlichste Blasinstrumente), Bodo Goldbeck (Bass, Gesang), Christian Utpatel (Gitarre, Gesang), Michael Fritsch (Gitarre, Schlagzeug, Keyboard, Gesang), Dörte Zegenhagen (Gesang), Thomas Aderhold (Gitarre, Gesang) und Eddie Müller (Traktor).
Mit der CD white honey: wild horses folgte 2010 eine weitere Auseinandersetzung mit dem Spätwerk der Beatles. Die Veröffentlichung enthielt ungewöhnliche Neuinterpretationen ausgewählter Songs der späten 1960er Jahre sowie reflektierende Eigenkompositionen, die das Thema abschlossen.

### Seit 2014
Kampanella in motion
Ein Spaß-Event mit Musik, Film und unzähligen Gästen: Freunde, Musiker, Nicht-Musiker und Schauspielbegeisterte begeben sich auf musikalische Spurensuche. Songs und Lieder, die die erste bewusste Wahrnehmung von Musik des jeweiligen Interpreten widerspiegeln oder einfach Lieblingslieder, werden gemeinsam mit AG Schellheimer neu interpretiert. Bettina Aderhold lässt sich von jedem Song oder der jeweiligen Aufnahmesession inspirieren, um mit sehr einfachen Mitteln ambitionierte, ungewöhnliche Videoclips zu inszenieren. Es gibt regelmäßige Release Parties, witzige Filmabende mit "Edgar"-Verleihung.